# 쌍기충강

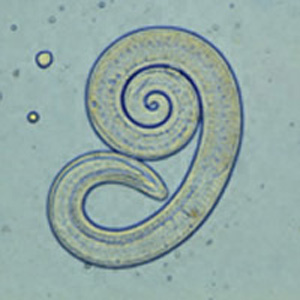

쌍기충강(雙器蟲綱,Adenophorea)은 이전에 선형동물문에 속하는 강으로 분류했던 동물 분류군이다. 쌍선은 없고 쌍기는 잘 발달되었으며, 나선 또는 원모양이다. 배설기로 1개 또는 많은 배설선세포가 있다. 측관은 없으며, 부속교미기관을 갖고 있다. 대부분이 바다에 살거나 민물에서 자유생활을 하지만, 일부는 흙 속에 살며 또 동물에 기생하는 종류도 있다. 쌍기충강은 크로마도라목과 유침목으로 나뉜다.

## 종류
- 크로마도라목 : 크로마도라류
- 유침목 : 편충, 간모세선충

## 참고 문헌
- 《동물분류학》 - 한국동물분류학회(2008), 집현사